# Kaufering (stacja kolejowa)
Kaufering (niem. Bahnhof Kaufering) – stacja kolejowa w Kaufering, w kraju związkowym Bawaria, w Niemczech. Jest stacją węzłową między Allgäubahn z Monachium do Lindau i linią Bobingen – Landsberg am Lech. Stacja ma 5 torów pasażerskich, w tym jeden peron krawędziowy i dwa perony wyspowe. Według DB Station&Service ma kategorię 4 i jest obsługiwany codziennie przez około 140 pociągów regionalnych DB Regio Allgäu-Schwaben i Regentalbahn.
Stacja Kaufering została otwarta w 1872 roku na linii kolejowej Buchloe-Kaufering-Landsberg przez Königlich Bayerische Staatseisenbahnen. Rok później linia Monachium-Kaufering-Buchloe została oddana do użytku. Wraz z otwarciem linii kolejowej do Bobingen w 1877 roku stała się stacją węzłową. Ze względu na swoje strategiczne położenie, Deutsche Reichsbahn rozbudowała ją podczas II wojny światowej. W latach 80. i 90. XX wieku budynek zmodernizowano, a część torów została rozebrana.

## Położenie
Stacja Kaufering znajduje się na południe od rynku Kaufering. Teren stacji jest ograniczony od północy przez Bahnhofsstraße i od południa przez Viktor-Frankl-Straße. Na wschód od terenu stacji kolejowej znajduje się Augsburger Straße, biegnąca tunelem pod torami, na zachodzie tereny stacyjne przecina droga powiatowa LL 22. Budynek dworcowy znajduje się na północ od torów kolejowych i ma adres Bahnhofstrasse 15.

## Linie kolejowe
- Allgäubahn
- Augsburg – Buchloe

## Połączenia
| Rodzaj pociągu | Trasa                                                                                   | Takt        |
| -------------- | --------------------------------------------------------------------------------------- | ----------- |
| ALX            | München – Kaufering – Buchloe – Kaufbeuren – Kempten – Immenstadt – Oberstdorf / Lindau | dwugodzinny |
| RE             | München – Kaufering – Buchloe – Türkheim (Bay) – Mindelheim – Memmingen                 | dwugodzinny |
| RE             | München – Kaufering – Buchloe – Kaufbeuren – Kempten                                    | dwugodzinny |
| RE             | München – Kaufering – Buchloe – Kaufbeuren – Biessenhofen – Füssen                      | dwugodzinny |
| RB             | Kneipp-Lechfeld-Bahn: Landsberg (Lech) – Kaufering (– Bobingen – Augsburg)              | półgodzinny |